# Emanuel Pajón
Emanuel Alejandro Pajón (Argentina, 23 de agosto de 1989) es un futbolista argentino. 

## Clubes
| Club                 | País      | Año         |
| -------------------- | --------- | ----------- |
| Tiro Federal         | Argentina | 2011 - 2012 |
| Belgrano de Arequito | Argentina | 2013        |
| Alumni de Casilda    | Argentina | 2014        |
| Campaña de Carcarañá | Argentina | 2015        |

## Estadísticas

### Selección
| Partido | Goles | Partido | Goles |
| ------- | ----- | ------- | ----- |
| Sub-17  | 2008  | 7       | 1     |
| Sub-20  | 2009  | 5       | 0     |
| Total   | Total | 12      | 1     |

- Datos: Q5830318